# استر مورگان
استر مورگان (انگلیسی: Esther Morgan؛ زادهٔ ۲۸ اوت ۲۰۰۲) بازیکن فوتبال اهل ولز است که در پست مدافع برای هارت آف میدلوتیان در لیگ برتر زنان اسکاتلند بازی می‌کند
وی همچنین در تیم‌های ملی فوتبال زیر ۱۷ سال زنان ولز,  زیر ۱۹ سال زنان ولز، و زنان ولز بازی کرده است.